# Erik Wilhelm Dahlgren
Erik Wilhelm Dahlgren (født 7. juni 1848, død 10. oktober 1934) var en svensk biblioteksmand og geografisk forfatter, søn af F.A. Dahlgren.
Dahlgren blev 1878 fast amanuensis ved Kungliga biblioteket i Stockholm; fra 1887 var han desuden bibliotekar ved Karolinska institutet og fra 1893 ved Vetenskapsakademien. Begge disse bestillinger opgav han imidlertid, da han 1903 blev overbibliotekar ved det kongelige bibliotek. I 1893 blev han æresdoktor i Uppsala filosofiske fakultet. Fra 1900 var han sekretær i Svenska Akademiens Nobelbibliotek. Dahlgren var kendt som en fremragende stenograf. Som sekretær i "Svenska sällskapet for antropologi och geografi" og redaktør af dets tidsskrift "Ymer" (1881-94) har han udfoldet et flittigt geografisk forfatterskab. 
Dahlgren har desuden udgivet flere selvstændige bibliografiske og geografiske arbejder, for eksempel den fra 1887 årlig udkommende Sveriges offentliga bibliotek samt Kongolandets upptäcktshistoria (1887), De äldsta seglingsbeskrifningar öfver Norden (1889), De franska sjöfärderna till Söderhafvet i början af adertonde seklet (1900), Les débuts de la cartographie du Japon (1911) og Contribution to the History of the Discovery of Japan (1914). Dahlgren har endvidere forestået udgivelsen af talrige videnskabelige værker, som for eksempel Nordenskiölds Vegas färd (1880-81), Le livre de Marco Polo (1882), Den andra Dicksonska expedition till Grönland (1885) samt Bidrag till Nordens äldsta kartografi (1892) og det store arbejde Stockholm, Sveriges hufvudstad (1897).